# André Drobecq
André Drobecq foi um ciclista francês. Ele terminou em último lugar no Tour de France 1926.